# نروژ، میشیگان
نروژ (به انگلیسی: Norway Township) یک منطقهٔ مسکونی در ایالات متحده آمریکا است که در شهرستان دیکینسون، میشیگان واقع شده‌است.
 نروژ ۲۳۵٫۴ کیلومتر مربع مساحت و ۱٬۴۸۹ نفر جمعیت دارد و ۳۲۱ متر بالاتر از سطح دریا واقع شده‌است.